# Caterina Cornaro (Donizetti)
Caterina Cornaro és una òpera en un pròleg i dos actes composta per Gaetano Donizetti sobre un llibret italià de Giacomo Sacchero, basat en el llibret de Jules-Henri Vernoy de Saint-Georges per l'òpera La reine de Chypre (1841) de Halévy. S'estrenà al Teatro San Carlo de Nàpols el 12 de gener de 1844.

## Origen i context
Després de l'èxit de Linda di Chamounix, Caterina Cornaro va ser encarregada per Bartolomeo Merelli, empresari del Kaertnerthortheater a Viena, i va ser composta en part el 1842, just abans de Don Pasquale, i la va completar durant l'estiu següent. Els vienesos es va adonar que el mateix assumpte havia estat posat en música l'any anterior per Franz Lachner i el debut va ser cancel·lat. Donizetti es va dedicar en canvi a Maria di Rohan, presentat al Theater am Kärntnertor al juny de 1843, i va buscar un teatre adequat per Caterina. Dos mesos després del triomf de Dom Sébastien a París, Caterina va ser escridassadat al San Carlo de Nàpols.
L'últim títol donizettià estrenat en vida de l'autor tracta de la història, molt fantasiejada, de la veneciana Caterina Cornaro, casada el 1472 amb l'últim dels Lusignan regnants a Xipre. Com en les restants obres -Adelia, Maria Padilla- compostes per als teatres italians en aquesta etapa final de la seva carrera, el seu valor dramàtic i musical és inferior al de les escrites per a París i Viena (La Fille du régiment, La Favorite, Linda di Chamounix, Don Pasquale, Maria di Rohan, Dom Sébastien), encara que a l'òpera, breu (hora i tres quarts), no li manquen moments atractius: àries, duos, concertants, cors.

## Representacions

Caterina Cornaro, reina de Xipre, en qui es basa l'òpera

Inicialment previst per a Viena, una estrena de Franz Lachner amb el mateix tema va acabar per destinar-la al San Carlo napolità on, en absència de l'autor, es va estrenar amb molt escàs èxit. Després d'una única reposició a Parma (1845) va desaparèixer durant més d'un segle fins que el 28 de maig de 1972 va ser recuperada en el mateix San Carlo amb Gencer, Aragall i Bruson, i setmanes més tard a Londres en versió de concert amb Caballé, Carreras i Saccomani -en ambdós casos sota la direcció de Carlo Felice Cillario-, i Gianandrea Gavazzeni la va portar el 1995 al XII Festival Donizetti e il suo tempo de Bèrgam, amb Mazzola, Ballo i Antonucci. Encara existeix una quarta versió oferta pels estudis de la RAI de Torí el 30 d'agost de 1974 sota la direcció d'Elio Boncompagni i les veus de Margherita Rinaldi, Octavio Garaventa i Licini Montefusco.

## Repartiment estrena
| Rol                              | Tipus de veu  | Elenc estrena, 12 de gener de 1844 (Director: -) |
| -------------------------------- | ------------- | ------------------------------------------------ |
| Caterina Cornaro                 | soprano       | Fanny Goldberg                                   |
| Matilde, Amiga de Caterina       | mezzo-soprano | Anna Salvetti                                    |
| Gerardo                          | tenor         | Gaetano Fraschini                                |
| Lusignano, rei de Xipre          | baríton       | Filippo Coletti                                  |
| Mocenigo, ambaixador de Venècia  | baix          | Nicola Benevento                                 |
| Andrea Cornaro, pare de Caterina | baix          | Marco Arati                                      |
| Strozzi, cap dels Sgherri        | tenor         | Anafesto Rossi                                   |
| Un cavaller del rei              | tenor         | Domenico Ceci                                    |